# Bombs Away
Bombs Away ist ein australisches Electro-/Hip-Hop-Duo aus Gold Coast.

## Geschichte
Die beiden Zwillingsbrüder Matthew und Thomas Coleman gründeten die Band Ende 2009 in Perth, wohin sie in ihrer Jugend gezogen waren. Ende 2011 zogen sie in ihren Geburtsort Gold Coast zurück. Das Duo veröffentlichte ihre erste Single Big Booty Bitches Mitte 2010 auf Central Station Records. Das zugehörige Video wurde auf YouTube mehr als 2 Millionen Mal angesehen und die Single erreichte in den australischen Dancecharts Platz eins. Mit ihrer dritten Single namens Super Soaker erreichten sie mit Platz 52 zum ersten Mal die australischen Singlecharts, und im Zuge dieses Erfolgs erreichte auch ihre erste Single die Charts auf Platz 68. In die Top 50 der australischen Charts schaffte es nur ein Lied, ihr 2012 veröffentlichter Song Party Bass (feat. The Twins). Dieser stieg im November 2012 auf Platz 25 ein. Mit Party Bass auf Platz 26 und Super Soaker auf Platz 37 hatte die Band zwei Singles in den Top 50 der australischen Dance-Jahresendcharts 2012. Auch die beiden weiteren Singles Drunk Arcade (Platz 67) und Better Luck Next Time (Platz 54) konnten sich in den australischen Top 100 platzieren.

## Diskografie
- 2010: Big Booty Bitches (AU: Gold)[8]
- 2011: Swagger
- 2011: Super Soaker (AU: Platin)
- 2012: Party Bass (feat. The Twins, AU: Platin)
- 2012: Drunk Arcade
- 2012: Assassinate
- 2013: Better Luck Next Time
- 2018: Fragments